# 八貓傳
八貓傳，是1964年的台灣特攝神怪台語電影，導演卲羅輝、編劇洪信德，由白蓉、黃俊、吳志峯、張清清、吳炳南、英英主演，改編自『里見八犬傳』。

## 概要
劇情改編自『里見八犬傳』，當時的廣告文宣為「八貓化八珠・變為八劍士・神貓鬥魔蛇・除蛇誅蜘蛛・勇士攻皇城！」即為電影的故事大綱。